# Магнуссон, Анна
А́нна Ма́гнуссон (швед. Anna Magnusson; род. 31 марта 1995, Питео, Норрботтен) — шведская биатлонистка, участница Кубка мира по биатлону в составе сборной Швеции. Серебряный призёр Олимпийских игр 2018 года и  чемпионата мира 2019 года в эстафете, двукратный призёр юниорского чемпионата мира 2016.
Победительница одного этапа Кубка мира.

## Карьера

### Юниорская карьера
В детстве занималась лыжным спортом. Биатлоном начала заниматься в возрасте 15 лет, вместе с Ханной Эберг, под руководством отца Эберг — Томаса. По состоянию на 2016 год представляет клуб Hemmingsmark IF, личный тренер — Маттиас Нильссон. С 2013 года принимает участие в соревнованиях международного уровня.
В 2014 году Магнуссон впервые приняла участие в чемпионате мира среди юниоров, проходившем в Преск-Айле. На соревнованиях спортсменка заняла 7 место в индивидуальной гонке, 9 — в спринте и 13 — в гонке преследования. На следующем турнире, в 2015 году в Раубичах, Анна стала 6-й в спринте и 9-й в гонке преследования, а в индивидуальной гонке лишь 34-й. В том же 2015 году приняла участие в чемпионате Европы в Отепя в юниорской категории, заняла 8 место в спринте, 7 — в преследовании и 29 — в индивидуальной гонке.
Более удачным для Магнуссон стал юниорский чемпионат мира 2016 года, проходивший в Кеиле-Грэдиштей. Начав с 12-го места в индивидуалке, спортсменка затем стала бронзовым призёром в спринте и остановилась в шаге от медалей в гонке преследования, заняв 4-е место. В эстафете сборная Швеции с участием Магнуссон, Софии Мюр и Ханны Эберг завоевала серебряную медаль, пропустив вперёд лишь норвежек.

### Взрослая карьера
Дебютировала на Кубке IBU в сезоне 2014/15 на этапе в Бейтостолене, в своей первой спринтерской гонке заняла только 80-е место, но уже в следующей гонке, также в спринте, стала 25-й.
В январе 2015 года провела первую гонку на Кубке мира, приняв участие в эстафете на этапе в Оберхофе. Свою первую личную гонку на высшем уровне провела в рамках чемпионата мира 2015 года в Контиолахти, заняв 72-е место в индивидуалке, на этом же турнире в эстафете в составе сборной Швеции стала девятой.
В сезоне 2015/16 заработала первые очки в зачёт Кубка мира, заняв 40-е место в индивидуальной гонке на этапе в Эстерсунде, на этом же этапе стала пятой в смешанной эстафете

## Результаты

### Участие в Олимпийских играх
| Год  | Место проведения | Инд | Спр | Пр | МС | Эст | См |
| 2018 | Пхёнчхан         | 37  | —   | —  | —  | 2   | —  |
| 2022 | Пекин            | —   | 7   | 46 | —  | —   | —  |

### Участие в Чемпионатах мира
| Год  | Место проведения | Инд | Спр | Пр | МС | Эст | См | Сусм |
| 2015 | ЧМ Контиолахти   | 72  | —   | —  | —  | 8   | —  | н/д  |
| 2016 | ЧМ Хольменколлен | —   | 53  | 57 | —  | 10  | —  | н/д  |
| 2017 | ЧМ Хохфильцен    | 59  | 14  | 36 | —  | 6   | 6  | н/д  |
| 2019 | ЧМ Эстерсунд     | 65  | 43  | 11 | —  | 2   | —  | —    |